# Đèo Eo Gió
Đèo Eo Gió là đèo trên đường tỉnh 627 ở huyện Nghĩa Hành tỉnh Quảng Ngãi, Việt Nam .

## Vị trí
Đường tỉnh 627 là tuyến đường nối Quảng Ngãi – Nghĩa Hành – Minh Long. Đèo Eo Gió có chiều dài 2 km băng ngang sườn núi Đình Cương, ở ranh giới xã Hành Đức và Hành Thiện huyện Nghĩa Hành.
Người già kể lại rằng ngày xưa nơi đây là rừng rậm và có rất nhiều cọp dữ, song nay rừng đã khai quang còn cọp thì đã tuyệt diệt . Ở phía nam chân đèo Eo Gió là thắng cảnh hồ hoa súng . Phía bắc thì có "Di tích Chiến thắng Đình Cương".